# فلسطين في بطولة العالم لألعاب القوى 2015
شاركت فلسطين في بطولة العالم لألعاب القوى 2015، وهي النسخة الخامسة عشر من بطولة العالم لألعاب القوى، والتي أقيمت في مدينة بكين عاصمة الصين خلال الفترة من 22 أغسطس (آب) 2015 وحتى 30 أغسطس (آب) 2015 بمشاركة 1974 رياضي يمثلون 206 دولة، ويتنافسون في 47 فعالية.

## اللاعبون المُشاركون

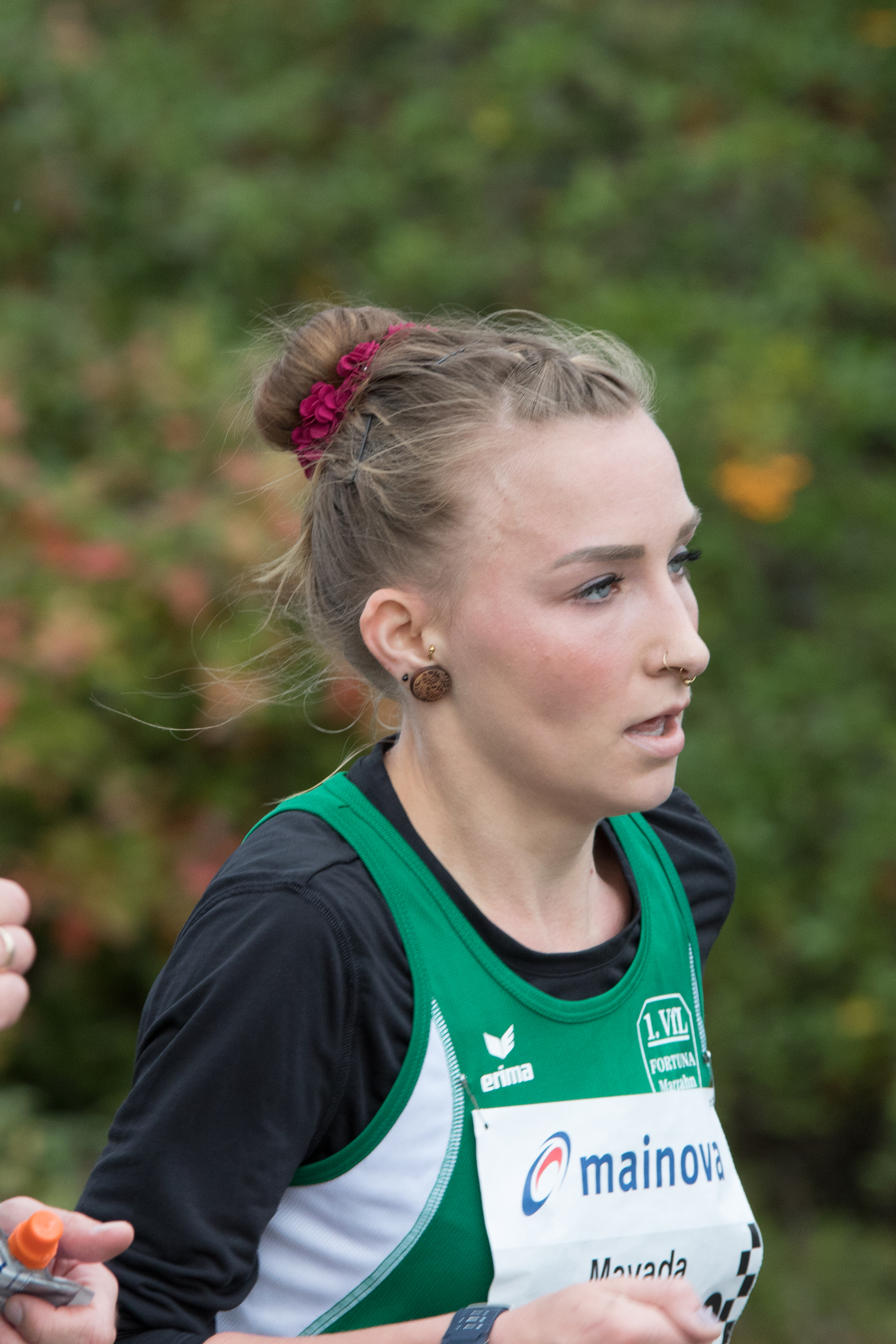
شاركت اللاعبة الفلسطينية ميادة الصياد في سباق الماراثون ضمن منافسات العدو للمضمار ببطولة العالم لألعاب القوى 2015

شاركت فلسطين في منافسات النسخة الخامسة عشر من بطولة العالم لألعاب القوى عام 2015 ببعثة رياضية تكونت من لاعب واحد ولاعبة واحدة فقط.

## النتائج
لم يتوج أي من اللاعبين الفلسطينيين المُشاركين في بطولة العالم لألعاب القوى عام 2015 بأية ميداليات. وجاءت نتائج اللاعبين الفلسطينيين المشاركين في هذه النسخة من البطولة على النحو التالي:

### الرجال
منافسات سباق العدو للمضمار
| رياضي         | الفعالية | الدور التمهيدي | الدور التمهيدي | الدور قبل النهائي | الدور قبل النهائي | نهائي    | نهائي    |
| رياضي         | الفعالية | نتيجة          | مرتبة          | نتيجة             | مرتبة             | نتيجة    | مرتبة    |
| محمد أبو خوصة | 200 متر  | 21.36          | 7              | لم يتأهل          | لم يتأهل          | لم يتأهل | لم يتأهل |

### السيدات
منافسات سباق العدو للمضمار
| رياضي        | الفعالية | الدور التمهيدي | الدور التمهيدي | الدور قبل النهائي | الدور قبل النهائي | نهائي   | نهائي |
| رياضي        | الفعالية | نتيجة          | مرتبة          | نتيجة             | مرتبة             | نتيجة   | مرتبة |
| ميادة الصياد | ماراثون  | -              | -              | -                 | -                 | 2:53:39 | 50    |